# مين هيو رين
جونغ يون ران والمعروفة فنياً باسم مين هيو رين (بالكورية: 민효린)‏ (مواليد 5 فبراير 1986 في دايغو)، هي ممثلة ومغنية وعارضة أزياء كورية جنوبية. بدأت حياتها الفنية كعارضة أزياء سنة 2006.

## وصلات خارجية
- مين هيو رين على موقع IMDb (الإنجليزية)
- مين هيو رين على موقع قاعدة بيانات الفيلم (الإنجليزية)